# Nowawes
Nowawes (Nowa Wieś) – dawne miasto, obecnie dzielnica miasta Poczdam we wschodnich Niemczech, w kraju związkowym Brandenburgia.
Miejscowość powstała jako kolonia pod Poczdamem. Colonie Nowawes w 1795 liczyła niecałe 700 mieszkańców. 24 grudnia 1924 roku Nowawes otrzymała prawa miejskie. 1 kwietnia 1938, po przyłączeniu do Nowejwsi gmin Neubabelsberg i Neuendorf, nastąpiła zmiana nazwy miasta z Nowawes na Babelsberg. Dokładnie rok później, 1 kwietnia 1939, zniesiono miasto Babelsberg przez włączenie go do Poczdamu, tworząc dzielnicę Potsdam-Babelsberg.
Zachowała się nazwa ulicy Alt Nowawes.